# Theroscopus arcticus
Theroscopus arcticus är en stekelart som beskrevs av Jussila 1996. Theroscopus arcticus ingår i släktet Theroscopus och familjen brokparasitsteklar. Inga underarter finns listade i Catalogue of Life.